# 2014年ソチオリンピックのオランダ選手団
2014年ソチオリンピックのオランダ選手団（2014ねんソチオリンピックのオランダせんしゅだん）は、2014年2月7日から23日までロシアのソチで開催された2014年ソチオリンピックのオランダ選手団、およびその競技結果。

## 概要
今大会は金メダル8個、銀メダル7個、銅メダル9個の合計24個のメダルを獲得した。オランダ勢として金・銀・銅メダルはそれぞれ過去最多、合計メダル数も過去最多を記録した。
スピードスケートでは男女計12種目36個のメダルのうち、オランダ勢は23個のメダルを獲得し、圧倒的強さを見せつけた。
ショートトラックではシンキー・クネフトが男子1000mでオリンピックのショートトラックスピードスケート競技オランダ勢初のメダルとなる銅メダルを獲得した。

## メダル
| メダル | 選手名                                                                              | 競技             | 種目               |
| ------ | ----------------------------------------------------------------------------------- | ---------------- | ------------------ |
| 金     | ミヘル・ムルダー                                                                    | スピードスケート | 男子500m           |
| 金     | ステファン・フロータイシュ                                                          | スピードスケート | 男子1000m          |
| 金     | ヨリエン・テルモルス                                                                | スピードスケート | 女子1500m          |
| 金     | イレイン・ブスト                                                                    | スピードスケート | 女子3000m          |
| 金     | スベン・クラマー                                                                    | スピードスケート | 男子5000m          |
| 金     | ヨリト・ベルフスマ                                                                  | スピードスケート | 男子10000m         |
| 金     | ヤン・フロクハイゼン スベン・クラマー コーエン・フェルバイ                          | スピードスケート | 男子団体パシュート |
| 金     | ロッテ・ファン・ビーク マリット・レーンストラ ヨリン・テル・モルス イレイン・ブスト | スピードスケート | 女子団体パシュート |
| 銀     | ヤン・スメーケンス                                                                  | スピードスケート | 男子500m           |
| 銀     | イレイン・ブスト                                                                    | スピードスケート | 女子1000m          |
| 銀     | コーエン・フェルヴァイ                                                              | スピードスケート | 男子1500m          |
| 銀     | イレイン・ブスト                                                                    | スピードスケート | 女子1500m          |
| 銀     | ヤン・ブロクハイゼン                                                                | スピードスケート | 男子5000m          |
| 銀     | イレイン・ブスト                                                                    | スピードスケート | 女子5000m          |
| 銀     | スベン・クラマー                                                                    | スピードスケート | 男子10000m         |
| 銅     | ロナルト・ムルダー                                                                  | スピードスケート | 男子500m           |
| 銅     | マルホー・ブール                                                                    | スピードスケート | 女子500m           |
| 銅     | ミヘル・ムルダー                                                                    | スピードスケート | 男子1000m          |
| 銅     | マルホー・ブール                                                                    | スピードスケート | 女子1000m          |
| 銅     | ロッテ・ファンビィーク                                                              | スピードスケート | 女子1500m          |
| 銅     | ヨリト・ベルフスマ                                                                  | スピードスケート | 男子5000m          |
| 銅     | カリーン クレベウカー                                                               | スピードスケート | 女子5000m          |
| 銅     | ボブ・デヨング                                                                      | スピードスケート | 男子10000m         |
| 銅     | シンキー・クネフト                                                                  | ショートトラック | 男子1000m          |